# SS Lavia
SS Lavia byla výletní loď, která shořela v roce 1989 v Hongkongu. Byla postavena společností Cunard Line v roce 1947 jako nákladní loď. V roce 1961 byla prodána do Itálie a přestavěna na zaoceánský parník a přejmenována na Flavia. V roce 1969, byla přejmenována na Flavian. V roce 1982 byla prodána do Panamy a přejmenována na Lavia, pak přišel její osudný požár a protože poškození bylo příliš velké, nevyplatilo se jí opravit.